# Amélia Margarida Matavele
Amélia Margarida Matavele (Maputo, 8 de diciembre de 1991), conocida también por su seudónimo “Pré-destinada”, es una escritora, pianista y química mozambiqueña.

## Trayectoria
Matavele nació en Maputo, Mozambique, el 8 de diciembre de 1991. Es Licenciada en Ciencias Químicas y Diplomada en Técnicas de Gestión de Laboratorios por la Universidad Maputo.
Matavele es pianista además de escritora. En 2011 se convirtió en uno de los miembros más jóvenes del Movimiento Literario Kuphaluxa (que significa 'divulgar' en la lengua changana o idioma tsonga), que busca combatir las altas tasas de analfabetismo en Mozambique. También es miembro honoraria del Círculo de Escritores Mozambiqueños en la Diáspora (CEMD).
En 2013 participó en el debate sobre “Literatura Mozambiqueña” organizado por la Fundación José Saramago en Lisboa dentro del sexto Encuentro de Escritores Mozambiqueños en la Diáspora. En 2016 publicó el libro de poemas “Xitshueka”, que es el nombre de una danza mozambiqueña basada en la improvisación.
Matavele también ha escrito para diversas publicaciones como el periódico Expresso Moz, la revista Literatas, la Revista Cultural Licungo, la Agenda Mangwana, la Antología Universal Lusófona Rio dos Bons Sinais y la Antologia dos Silêncios que Cantamos (de poetas mozambiqueños) entre otros. Es contemporánea de otras escritoras mozambiqueñas como Celina Sheila Macome, Emmy Xyx (Maria Manuela Xavier),  Gisela  Ramos  Rosa,  Hirondina  Joshua, Lica  Sebastião, Rinkel (Márcia dos Santos), Sónia Sultuane y Tânia Tomé.

## Reconocimientos
En 2012 ganó el concurso literario “Rio dos Bons Sinais” del Círculo de Escritores Mozambiqueños en la Diáspora.